# Euphorbia trichocardia
Euphorbia trichocardia är en törelväxtart som beskrevs av Lyman Bradford Smith. Euphorbia trichocardia ingår i släktet törlar, och familjen törelväxter. Inga underarter finns listade i Catalogue of Life.